# Nissa Rebela
Nissa Rebela es un movimiento político identitario presente en Niza y en el denominado país nizardo desde el año 2000. Separado del Bloc identitaire, es considerado como un movimiento de extrema derecha. Su dirigente es Philippe Vardon, el antiguo portavoz de Jeunesses identitaires, y cuenta con unos 600 adherentes.